# Baldassarre Buonaiuti
Baldassarre Bonaiuti, detto Marchionne di Coppo Stefani (Firenze, 1336 – Firenze, 1386), fu un cronista fiorentino.

## Biografia
Baldassarre Bonaiuti nacque a Firenze all'inizio del 1336 nell'ambito di una famiglia di media borghesia. È figlio di Coppo di Stefano de' Buonaiuti, forse banchiere, più volte priore e fra i capitani della Compagnia di Orsanmichele, e della sua seconda moglie Gemma di Dante di Rinaldo. Lo pseudonimo Marchionne di Coppo Stefani, sotto cui è più noto, deriva da un errore del primo editore della sua opera il padre Ildefonso di San Luigi che considerò erroneamente Stefani come un nome di famiglia. Il nome fu certamente Baldassarre, ma preferì farsi chiamare Melchion o Marchionne. Sposò Costanza di Guido degli Adimari, da cui non risulta avere avuto figli. Non se ne conosce la professione, mentre numerose sono le notizie che riguardano la sua vita politica a cominciare dal 1366, anno in cui figura nello squittinio per il suo quartiere di S. Maria Novella sotto il gonfalone della Vipera. Nel 1367 fu a Napoli e accompagnò la regina Giovanna a Roma presso papa Urbano V. Ebbe il suo massimo momento di attività politica negli anni settanta, anche perché era considerato un esperto di questioni finanziarie. Nel 1376 fu ambasciatore a Bologna nel pieno della Guerra degli Otto Santi, che vedeva Firenze opporsi alla Chiesa, e partecipò a varie altre missioni diplomatiche per conto del Comune fiorentino, la principale delle quali fu svolta nel 1381 in Germania presso l'imperatore Venceslao. Non si conosce l'atteggiamento tenuto dal Bonaiuti nel corso del Tumulto dei Ciompi nel 1378, tuttavia alla fine del 1378 fu uno dei 64 cittadini eletti in una commissione incaricata di stabilire un nuovo estimo, più favorevole alle arti minori. Le sue azioni successive non lasciano però trasparire una particolare simpatia per le arti minori, infatti nel 1382 fece parte della Balìa che pose fine all'esperienza di governo delle arti e favorì la transizione a un governo oligaricho di Firenze. Fu questo anche l'ultimo suo incarico politico, infatti visse i suoi ultimi anni appartato dalla vita politica e si dedicò alla stesura della sua Cronaca. Risulta ancora vivo il 13 giugno 1386, quando fu pronunciata contro di lui una sentenza che lo escludeva dagli uffici.

## Opere
La Cronaca fiorentina è l'unica opera nota di Marchionne, che non risulta essere stato letterato né di formazione né di professione. La cronaca inizia, secondo la tradizione, con la distruzione di Fiesole e la fondazione di Firenze ad opera di Cesare nel 70 a.C. e giunge fino al 1386. Per la prima parte della sua opera, fino al 1348, si valse anche della Nuova Cronica di Giovanni Villani, ma come dimostrò il Rodolico nella introduzione alla sua edizione, Marchionne su molti punti della storia fiorentina offre dati più attendibili di quelli del Villani e rappresenta quindi una utile fonte anche per gli anni meno recenti. Più ricca di dati è invece la cronaca per gli anni successivi al 1356 e in particolare per gli anni settanta e ottanta. Contrariamente a quella del Villani, la cronaca di Marchionne è volutamente, e forse polemicamente, limitata alla sola storia di Firenze.
La sua descrizione della peste nera del 1348 (rubr. 634) si distingue per il particolare realismo.